# Picazurotaube

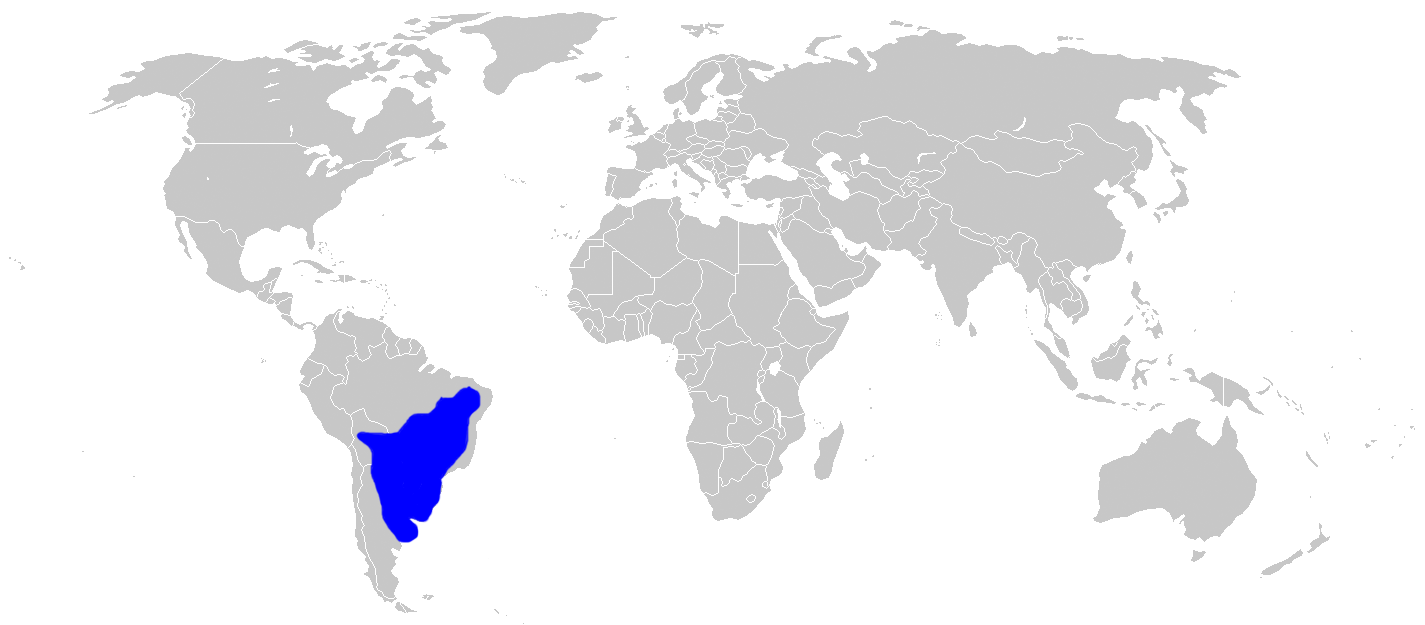
Verbreitungskarte

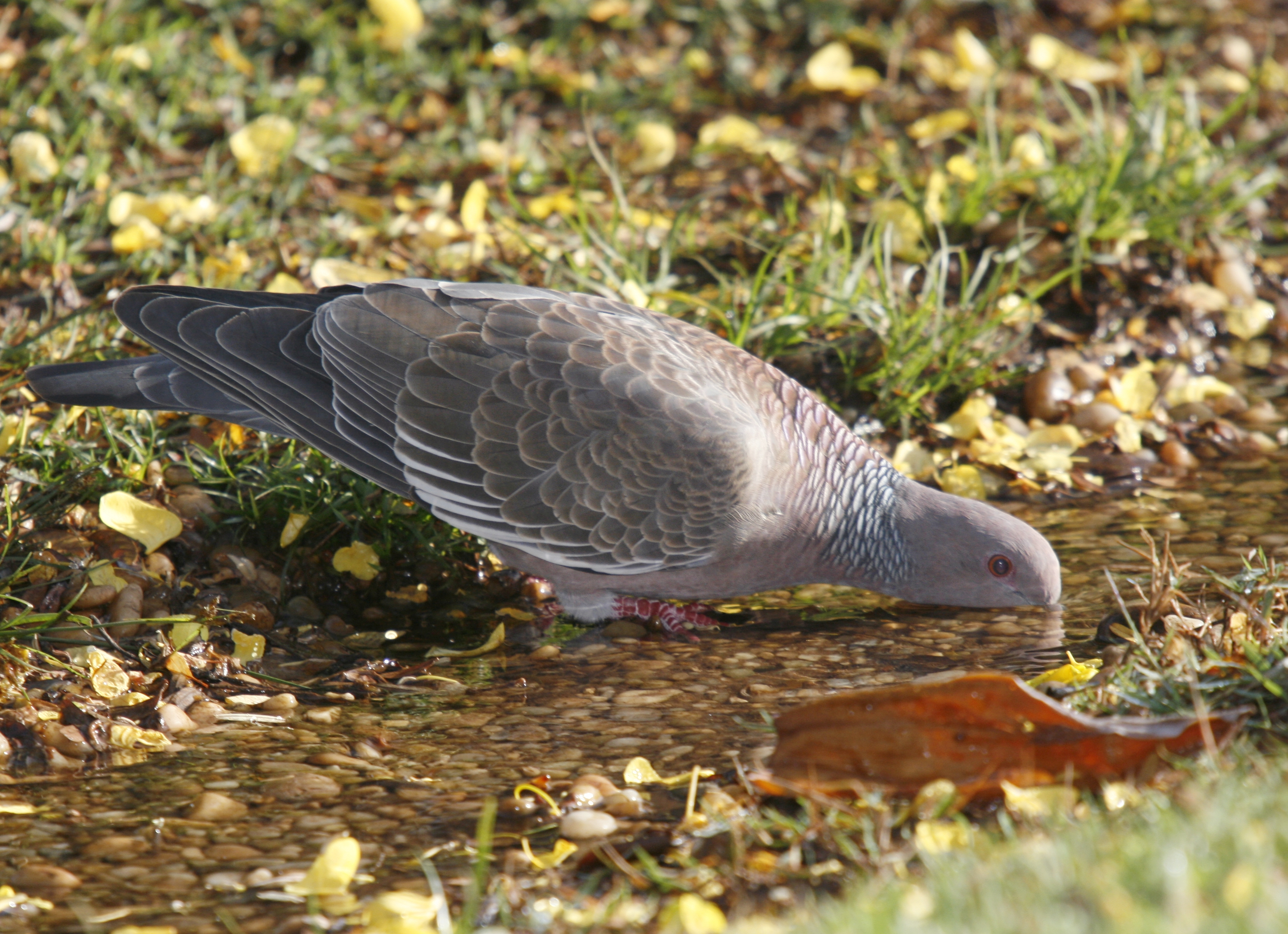
Trinkende Picazurotaube

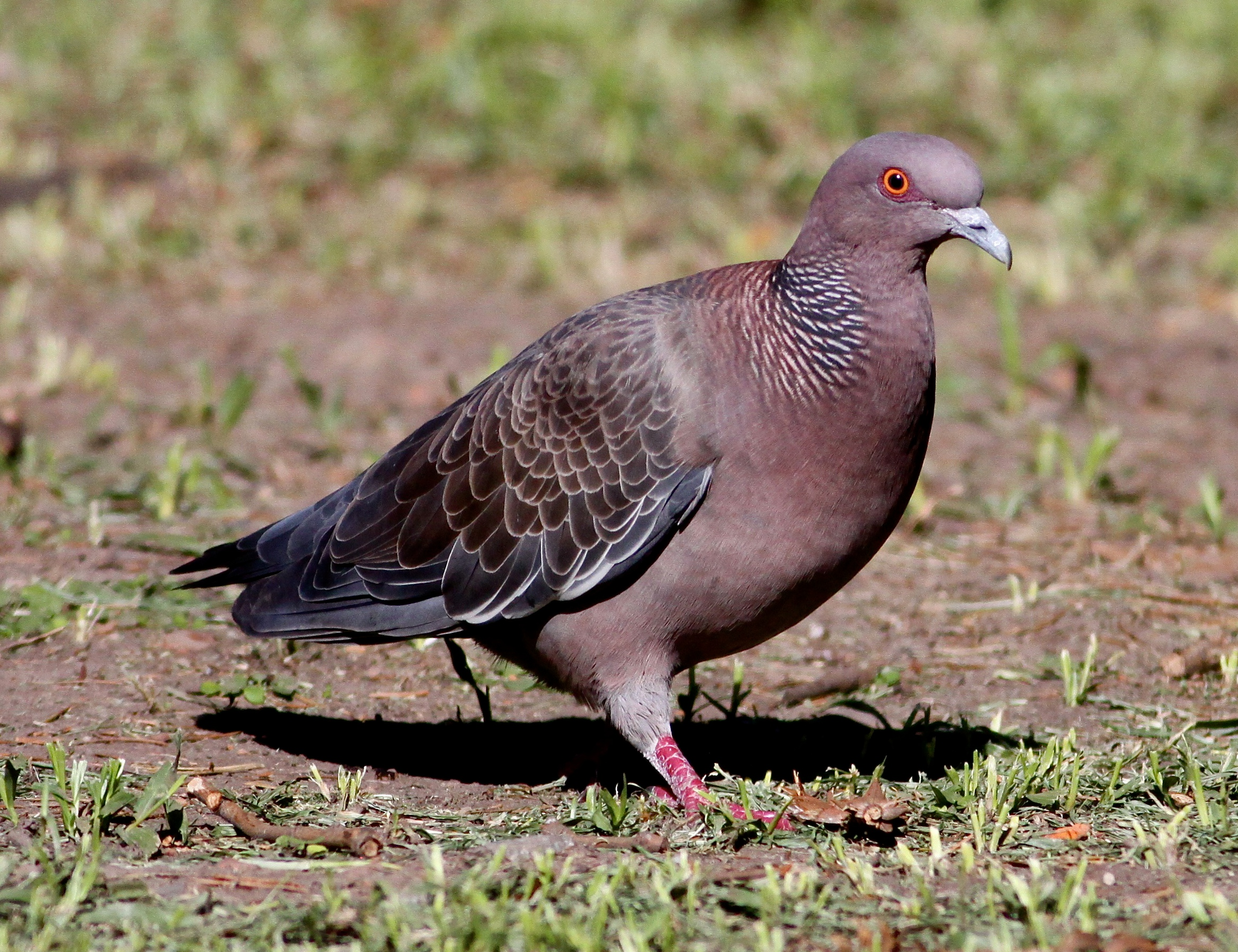
Nahaufnahme der Picazurotaube

Die Picazurotaube (Patagioenas picazuro), auch Pikazurotaube geschrieben, ist eine Art der Taubenvögel. Sie kommt ausschließlich in Südamerika vor. In älterer Literatur wird sie gelegentlich noch der Gattung der Feldtauben (Columbina) zugerechnet. Die Art gilt als in ihrem Bestand nicht gefährdet. In Teilen ihres Verbreitungsgebietes ist sie häufig und wird gelegentlich sogar als landwirtschaftlicher Schädling eingestuft.

## Erscheinungsbild
Die Picazurotaube erreicht eine Körperlänge von 37,5 Zentimetern. Sie entspricht damit in ihrer Körpergröße einer Ringeltaube. Im Verhältnis zur Körpergröße sind die Flügel lang und der Schwanz kurz. Ein Geschlechtsdimorphismus besteht nicht.
Kopf und obere Brust der Picazurotaube sind weinrot. Die Körperoberseite weist ebenfalls diese Farbe auf. Die Federn sind hier sehr dünn hell gesäumt, so dass eine insgesamt schuppenartige Zeichnung entsteht. An der unteren Brust sowie am Bauch hellt das Gefieder auf. Im Nacken sowie an den Halsseiten sind die Federn grau mit schwarzen und weißen Säumen und bilden ein vom übrigen Gefieder abgesetztes, nicht geschlossenes Nackenband. Die Flügeldecken sind grau. Die Federn weisen zum Teil sehr breite weiße Säume auf. Die Ober- und die Unterschwanzdecken sind blaugrau. Die Schwanzfedern sind grau und haben an ihrem Ende eine schwarze Querbinde. Der Schnabel ist gräulich. Die Iris ist orangerot.
Der Flug ist schnell und geradlinig.

## Verbreitungsgebiet und Lebensraum
Das Verbreitungsgebiet der Picazurotaube ist sehr groß und umfasst Zentralbrasilien, Ostbolivien, Teile Paraguays und Argentinien. Sie bewohnt Wälder ebenso wie offenes baumbestandenes Gelände. In ihren Lebensraumansprüchen ist die Art anpassungsfähig. Sie bewohnt sowohl semihumide als auch semiaride Regionen. In Bolivien, Paraguay und Westbrasilien kommt sie in Laubwäldern sowie Galeriewäldern, ansonsten in offenem Grasland vor. Im Südosten Brasiliens und im Süden Argentiniens kommt sie bis an den Rand von menschlichem Siedlungsraum vor und hat sich stellenweise mittlerweile auch urbane Lebensräume erschlossen. Das Verbreitungsgebiet hat sich insbesondere in Brasilien ausgedehnt, wo diese Art von der Umwandlung von Wäldern in Agrarflächen profitiert. Sie gilt in manchen Regionen als landwirtschaftlicher Schädling.

## Lebensweise
Außerhalb der Brutzeit werden gelegentlich größere Schwärme an Picazurotauben beobachtet. Während der Brutzeit lebt sie überwiegend paarweise. Sie gilt überwiegend als Standvogel, wenn es auch lokal zu Wanderungen kommt, wenn keine ausreichenden Nahrungsressourcen in einzelnen Gebieten zur Verfügung stehen.
Die Picazurotaube ist ein Nahrungsopportunist und frisst eine große Bandbreite an Sämereien, Knospen, Schößlinge, junge Blätter sowie Wirbellose. Es wurden bereits Picazurotauben geschossen, in dessen Kröpfen man ausschließlich Kleeblätter fand. Die Taubenart ist ebenso schon an Kadavern von toten Schafen beobachtet worden. Anders als die meisten anderen Taubenarten sucht und findet sie ihre Nahrung sowohl auf dem Boden als auch in Bäumen. In Brasilien und Argentinien hat sie sich als eine Art erwiesen, die sich nach der Rodung der Wälder, in denen sie ursprünglich vorkam, sehr schnell auf eine Nutzung landwirtschaftlicher Kulturflächen umgestellt hat. In Bolivien ist sie dagegen immer noch überwiegend eine Art der Galeriewäldern, die deutlich seltener auf den Boden kommt, um dort nach Nahrung zu suchen.
Die Fortpflanzungszeit variiert abhängig vom Verbreitungsgebiet. In geeigneten Regionen kann es ganzjährig zu Bruten kommen. In großen Teilen Brasiliens fällt der Höhepunkt der Fortpflanzungszeit jedoch in den Zeitraum November und Dezember. Zum Balzrepertoire des Männchens gehören Verbeugungen vor dem Weibchen. Die Bewegung ist allein auf den Kopf und Hals beschränkt. Der Körper wird nicht gebeugt, der Schwanz nicht angehoben. Nach etwa jeder dritten Verbeugung werden die Flügel gesenkt. Das Nest wird in einem Baum oder einem großen Strauch errichtet und ist eine lose Plattform aus Zweigen. Das Gelege besteht nur aus einem Ei.

## Unterarten
Es sind zwei Unterarten bekannt:
- Patagioenas picazuro marginalis (Naumburg, 1932)[4] ist im nordöstlichen Brasilien verbreitet.
- Patagioenas picazuro picazuro (Temminck, 1813)[5]	kommt im östlichen und südlichen Brasilien und Bolivien bis in südliche zentrale Argentinien vor.

## Etymologie und Forschungsgeschichte
Die Erstbeschreibung der Picazurotaube erfolgte 1813 durch Coenraad Jacob Temminck unter dem wissenschaftlichen Namen Columba Picazuro. Er bezog sich dabei auf Paloma de la Picazuro von Félix de Azara. 1853 führte Ludwig Reichenbach die Gattung Patagioenas ein.  Der Begriff leitet sich vom griechischen παταγη patagē für klappern, klatschen und οινας, οιναδος oinas, oinados für Taube ab. Der Artname stammt von Pihkasú-ró aus der Guaraní-Sparche und bedeutet saure Taube. Marginalis leitet sich von lateinisch margo, marginis ‚Rand, Grenze‘ ab. Alfred Laubmann führte die Taube in Die Vögel von Paraguay als Columba picazuro. Er zeigte ebenfalls auf, dass Patagioenas picazuro venturiana Hartert, E, 1909 ein Synonym zur Nominatform ist. Venturiana ist dem chilenischen Botaniker Santiago Venturi (-1930) gewidmet.

## Haltung in menschlicher Obhut
Die Picazurotaube wurde bereits um die Mitte des 19. Jahrhunderts erfolgreich im Zoo von London gezüchtet. Sie gilt jedoch als scheuer Volierenbewohner, die wegen ihrer Körpergröße eine sehr geräumige Voliere benötigt. Sie benötigt außerdem einen Schutzraum, in dem sie frostfrei überwintert werden kann.

## Belege